# Bausch & Lomb Championships 2007
Bausch & Lomb Championships 2007 - тенісний турнір, що проходив на відкритих кортах з ґрунтовим покриттям Racquet Park Amelia Island Plantation, на острові Амелія (США).  Належав до турнірів 2-ї категорії в рамках Туру WTA 2007. Відбувсь удвадцятьвосьме і тривав з 2 до 8 квітня 2007 року. Татьяна Головін здобула титул в одиночному розряді.

## Фінальна частина

### Одиночний розряд
Татьяна Головін —  Надія Петрова, 6–2, 6–1
- Для Головін це був 1-й титул за кар'єру.

### Парний розряд
Мара Сантанджело /  Катарина Среботнік —  Анабель Медіна Гаррігес /  Вірхінія Руано Паскуаль, 6–3, 7–6(7–4)